# Eunan O'Kane
Eunan Charles O'Kane (Derry, 10 luglio 1990) è un ex calciatore nordirlandese naturalizzato irlandese, di ruolo centrocampista.

## Carriera

### Nazionale
Il 5 settembre 2008 gioca Germania-Irlanda del Nord valevole per le qualificazioni agli Europei Under-21.
Nel 2012 comincia a difendere i colori della nazionale irlandese, giocando 4 partite di qualificazione agli Europei Under-21.
Debutta con la nazionale maggiore nel 2016.

## Statistiche

### Cronologia presenze e reti in nazionale
| Cronologia completa delle presenze e delle reti in nazionale ― Irlanda | Cronologia completa delle presenze e delle reti in nazionale ― Irlanda | Cronologia completa delle presenze e delle reti in nazionale ― Irlanda | Cronologia completa delle presenze e delle reti in nazionale ― Irlanda | Cronologia completa delle presenze e delle reti in nazionale ― Irlanda | Cronologia completa delle presenze e delle reti in nazionale ― Irlanda | Cronologia completa delle presenze e delle reti in nazionale ― Irlanda | Cronologia completa delle presenze e delle reti in nazionale ― Irlanda |
| Data                                                                   | Città                                                                  | In casa                                                                | Risultato                                                              | Ospiti                                                                 | Competizione                                                           | Reti                                                                   | Note                                                                   |
| ---------------------------------------------------------------------- | ---------------------------------------------------------------------- | ---------------------------------------------------------------------- | ---------------------------------------------------------------------- | ---------------------------------------------------------------------- | ---------------------------------------------------------------------- | ---------------------------------------------------------------------- | ---------------------------------------------------------------------- |
| 25-3-2016                                                              | Dublino                                                                | Irlanda                                                                | 1 – 0                                                                  | Svizzera                                                               | Amichevole                                                             | -                                                                      | 61’                                                                    |
| 29-3-2016                                                              | Dublino                                                                | Irlanda                                                                | 2 – 2                                                                  | Slovacchia                                                             | Amichevole                                                             | -                                                                      | 67’                                                                    |
| 27-5-2016                                                              | Dublino                                                                | Irlanda                                                                | 1 – 1                                                                  | Paesi Bassi                                                            | Amichevole                                                             | -                                                                      | 83’                                                                    |
| 31-5-2016                                                              | Cork                                                                   | Irlanda                                                                | 1 – 2                                                                  | Bielorussia                                                            | Amichevole                                                             | -                                                                      | 75’                                                                    |
| 9-10-2016                                                              | Chișinău                                                               | Moldavia                                                               | 1 – 3                                                                  | Irlanda                                                                | Qual. Mondiali 2018                                                    | -                                                                      | 86’                                                                    |
| 28-3-2017                                                              | Dublino                                                                | Irlanda                                                                | 0 – 1                                                                  | Islanda                                                                | Amichevole                                                             | -                                                                      | 63’                                                                    |
| 1-6-2017                                                               | East Rutherford                                                        | Messico                                                                | 3 – 1                                                                  | Irlanda                                                                | Amichevole                                                             | -                                                                      | 60’                                                                    |
| Totale                                                                 |                                                                        | Presenze                                                               | 7                                                                      |                                                                        | Reti                                                                   | 0                                                                      |                                                                        |

## Palmarès

### Club

#### Competizioni nazionali
- Football League Championship: 1

Bournemouth: 2014-2015
- Football League One: 1

Luton Town: 2018-2019